# Назарова Ольга Володимирівна
Ольга Володимирівна Назарова (рос. О́льга Влади́мировна Наза́рова; нар. 1 червня 1965, Тула, Російська РФСР) — радянська легкоатлетка, що спеціалізується на спринті, дворазова олімпійська чемпіонка (1988 та 1992 роки), бронзова призерка Олімпійських ігор (1988 рік), чемпіонка світу.

## Кар'єра
| Рік                           | Змагання                       | Місто                | Місце            | Дисципліна            | Примітки         |
| Представник СРСР              | Представник СРСР               | Представник СРСР     | Представник СРСР | Представник СРСР      | Представник СРСР |
| ----------------------------- | ------------------------------ | -------------------- | ---------------- | --------------------- | ---------------- |
| 1983                          | Чемпіонат Європи серед юніорів | Швехат, Австрія      | 7 (півфінал)     | біг на 400 метрів     | 55.85            |
| 1983                          | Чемпіонат Європи серед юніорів | Швехат, Австрія      | 4                | естафета 4×400 метрів | 3:34.80          |
| 1986                          | Чемпіонат Європи               | Штутгарт, ФРН        | 5 (півфінал)     | біг на 400 метрів     | 52.17            |
| 1986                          | Чемпіонат Європи               | Штутгарт, ФРН        | —                | естафета 4×400 метрів | DSQ              |
| 1987                          | Чемпіонат світу в приміщенні   | Індіанаполіс, США    | 4                | біг на 400 метрів     | 52.76            |
| 1987                          | Чемпіонат світу                | Рим, Італія          | 8                | біг на 400 метрів     | 51.20            |
| 1987                          | Чемпіонат світу                | Рим, Італія          | 2                | естафета 4×400 метрів | 3:19.50          |
| 1988                          | Олімпійські ігри               | Сеул, Південна Корея | 3                | біг на 400 метрів     | 49.90            |
| 1988                          | Олімпійські ігри               | Сеул, Південна Корея | 1                | естафета 4×400 метрів | 3:15.17          |
| 1991                          | Чемпіонат світу                | Токіо, Японія        | 1                | естафета 4×400 метрів | 3:18.43          |
| Представник Об'єднана команда |                                |                      |                  |                       |                  |
| 1992                          | Олімпійські ігри               | Барселона, Іспанія   | 4                | біг на 100 метрів     | 49.69            |
| 1992                          | Олімпійські ігри               | Барселона, Іспанія   | 1                | естафета 4×400 метрів | 3:20.20          |
| Представник Росія             |                                |                      |                  |                       |                  |
| 1995                          | Чемпіонат світу                | Гетеборг, Швеція     | 4 (півфінал)     | біг на 400 метрів     | 51.83            |